# Oueilloux
Oueilloux é uma comuna francesa na região administrativa de Occitânia, no departamento dos Altos Pirenéus. Estende-se por uma área de 4,4 km². Em 2010 a comuna tinha 176 habitantes (densidade: 40 hab./km²).